# Saint-Lubin-en-Vergonnois
Saint-Lubin-en-Vergonnois ist eine französische Gemeinde im Département Loir-et-Cher in der Region Centre-Val de Loire. Die Bevölkerung beläuft sich auf 776 Einwohner (Stand: 1. Januar 2022). Saint-Lubin-en-Vergonnois gehört zum Arrondissement Blois und zum Kanton Veuzain-sur-Loire (bis 2015: Kanton Blois-5). 

## Geographie
Saint-Lubin-en-Vergonnois liegt etwa sieben Kilometer westlich von Blois zwischen Orléans und Tours. Der Cisse begrenzt die Gemeinde im Osten. Umgeben wird Saint-Lubin-en-Vergonnois von den Nachbargemeinden Saint-Bohaire im Norden und Nordosten, Fossé im Nordosten, Saint-Sulpice-de-Pommeray im Osten und Südosten, Valencisse im Süden und Südwesten, Herbault im Westen sowie Landes-le-Gaulois im Nordwesten.
Durch die Gemeinde führt die Autoroute A10.

## Bevölkerungsentwicklung
| 1962                       | 1968 | 1975 | 1982 | 1990 | 1999 | 2006 | 2017 |
| -------------------------- | ---- | ---- | ---- | ---- | ---- | ---- | ---- |
| 472                        | 450  | 518  | 515  | 804  | 743  | 698  | 718  |
| Quellen: Cassini und INSEE |      |      |      |      |      |      |      |

## Sehenswürdigkeiten

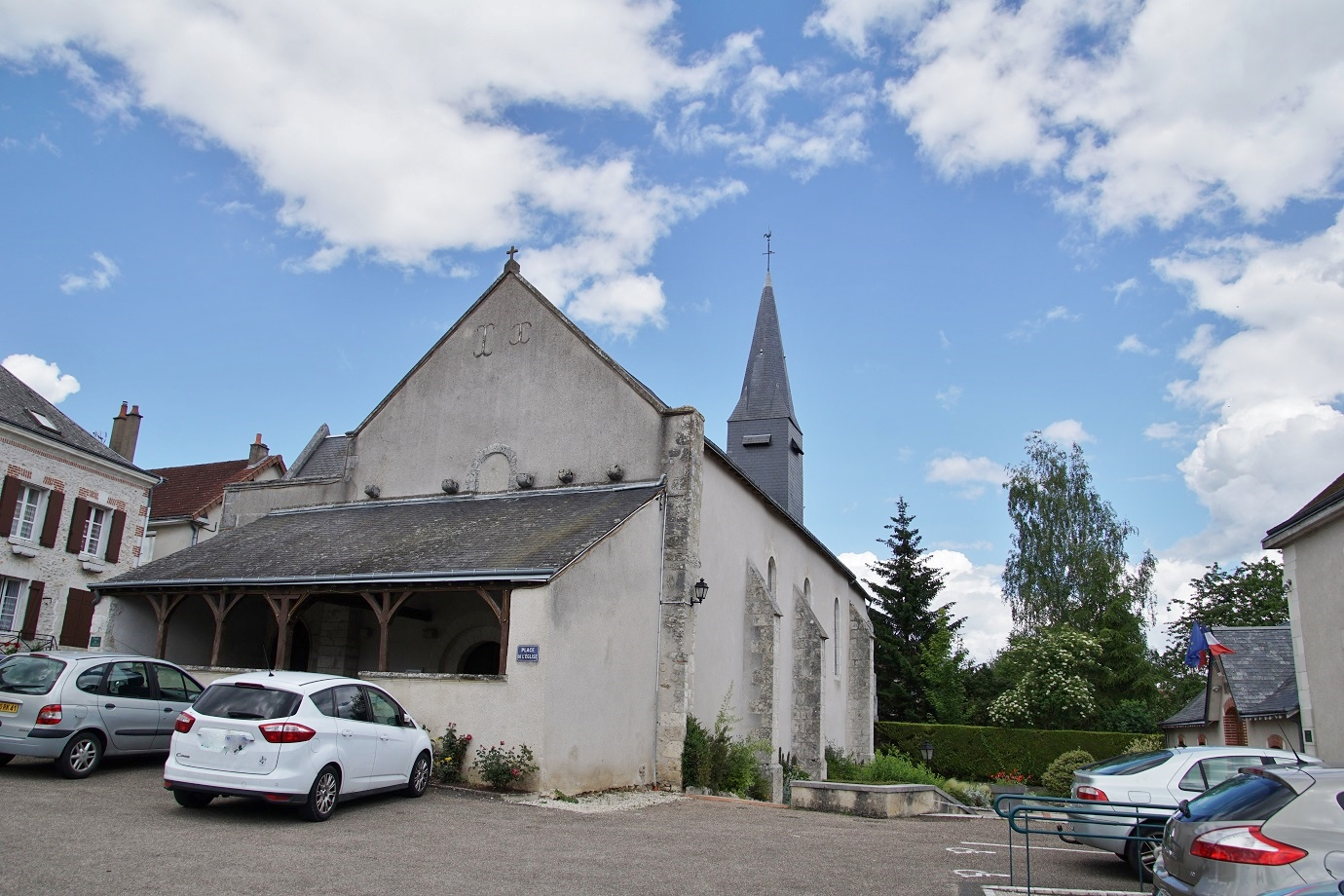
Kirche Saint-Lubin

- Kirche Saint-Lubin